# 화천위
화천위(중국어 정체: 華晨宇, 간체: 华晨宇, 병음: huáchényŭ, 1990년 2월 7일 ~ ) 또는 화신우는 중화인민공화국의 대중 가수, 작곡가 및 작사가이다.
한족 출신으로, 후베이성 스옌 시 출생이다. 우한음악학원(武汉音乐学校 보관됨 2018-08-12 - 웨이백 머신)을 졸업하였다.
또 다른 이름 화화(花花)로 유명하다.
2013년 후난위성TV '콰이러난셩(快乐男声2013)'에서 연도 전체 우승(年度总冠军)을 차지하여 EE-Media(天娱传媒 보관됨 2021-02-23 - 웨이백 머신)와 계약하였다. 데뷔 날짜는 9월 27일이다.
2014년 1월, 처음으로 중국중앙텔레비전(CCTV) 춘완(春晩) 무대에 올랐다. 같은 해 4월, 중국 리얼리티쇼 '화아여소년(花儿与少年)에 출연하였다. 9월 6일~7일, 베이징시에서 2회 연속 '화성 콘서트(华晨宇火星演唱会)'를 개최하며, 앨범 '카지모도의선물(卡西莫多的礼物)'을 발매하였다.
2015년 7월 31일~8월 2일, 상하이 시에서 연속 3회 개인 콘서트를 펼쳤다. 12월, 2번째 앨범 '이류(异类)'을 발매하였다.
2016년 10월, 동방위성TV '천뢰지전(天籁之战)에 출연하였다. 12월 2일, 2016엠넷 아시안 뮤직 어워즈 해외 부문(중국) 베스트아시안아티스트상을 수상하였다.
2017년 3월 14일, 3번째 앨범 'H'를 발매하였다. 6월, 여행 체험 예능 프로그램 '여도적화양(旅途的花样)'을 촬영하였다.
2018년 2월, 후난위성TV '가수(歌手2018)'에 후발주자로 나서 4월 13일, 가왕전에서 최종 2위를 하였다. 9월 8일, 1990년 이후 출생 가수 중 처음으로 베이징국립경기장(鳥巢)에서 개인 콘서트를 열게 되었다.
2019년 2월, 절강위성TV의 예능 프로그램 '왕패대왕패4(王牌对王牌第四季)'에서 고정 MC를 맡았다. 11월 15~17일, 하이커우 시의 Wuyuan River Stadium(五源河体育场)에서 한 회당 5만명이 볼 수 있는 콘서트를 3일간 개최하였다.
2020년 2월 21일, '왕패대왕패5(王牌对王牌第五季)'에 다시 합류했다. 4월 24일, '가수(歌手2020)'에서 우승했다. 4월 8일, 디지털앨범 '신세계(新世界NEW WORLD)'를 발매하고, 5월 11일, 실물 버전을 공개했다. 8월 27일, '2020포보스선정중국유명인순위' 17위에 이름을 올렸다. 10월 28일, '왕패대왕패6(王牌对王牌第六季)에 참가했다.

## 주요 작품

### 음반
- 신세계 New World(新世界, 2020)
- H(2017)
- 이류(异类, 2015)
- 카지모도의선물(卡西莫多的礼物, 2014)

### 개인 콘서트
| 개최 연도                    | 콘서트 명      | 횟수 |
| ---------------------------- | -------------- | ---- |
| 2014년9월6일-9월7일          | 2014火星演唱会 | 2    |
| 2015년7월31일-8월2일         | 2015火星演唱会 | 3    |
| 2016년7월2일,8월21일,9월16일 | 2016火星演唱会 | 3    |
| 2017년10월13일-10월14일      | 2017火星演唱会 | 2    |
| 2018년9월8일-9월9일          | 2018火星演唱会 | 2    |
| 2019년11월15일-11월17일      | 2019火星演唱会 | 3    |

### 영화
- 나는 나다(我就是我, 2014-07-25)

### 광고
- 三星Galaxy A9 Star(SAMSUNG)
- 苏宁易购 (Suning.com)
- 雅诗兰黛 (Estée Lauder)
- 珠江啤酒 (PEARL RIVER)
- 百龄坛 (Ballantine’s)
- Hair Recipe
- 六神

```
 六神品牌代言人
```

- 青岛啤酒 (Tsingtao Brewery)

```
 青岛啤酒代言人
```

- 赫莲娜 (Helena Rubinstein)

```
 HR赫莲娜品牌大使
```

- 养生堂 (Yoseido)

```
 养生堂面膜代言人
 养生堂修护代言人
```

- 美宝莲 (Maybelline New York)

```
 美宝莲纽约品牌代言人
```

- 李宁 (Li-Ning)

```
 李宁运动时尚产品代言人
```

- 雪碧 (Sprite)

```
 [雪碧]品牌代言人
```

- 欧莱雅美发 (L'Oréal Paris)

```
 巴黎欧莱雅律动代言人
```

- 黑人牙膏 (Darlie)

```
 黑人牙膏亚太区品牌代言人
```

- 萃益维 (Cenovis)

```
 CENOVIS 亚太代言人
```

- 戴尔 (Dell)

```
 戴尔品牌代言人
```

- BOSE

```
 BOSE品牌代言人
```

- ERDOS鄂尔多斯

```
 ERDOS善代言人
```

- 沃尔沃汽车 (VolvoCars)

```
 沃尔沃代言人
```

- 和平精英

```
 和平精英代言人
```

## 기타
- 습관처럼 하는 말은 '편안하게(随意点)'이다.
- 좋아하는 가수로는 장국영(張國榮), 장우생(張雨生) 등이 있다. '장국영의 ‘나(我)', '반야가성(半夜歌聲)' '심정상옹(深情相擁)'을, 장우생의 '하(河)' 등을 불러 존경심을 표하였다.
- 2013년 6월 29일, 후난위성TV '콰이러난셩(快乐男声2013)에 첫 등장하여 자작곡인 '무자가(无字歌, 가사 없는 노래)를 가창하고 화성인동생(火星弟弟)이라는 별명을 얻었다.
- 2018년 2월, 후난위성TV 중국판 나는가수다 '가수(歌手2018)'에 후발주자로 참가, '제천(齐天)'을 불러 3회 연승하던 제시제이(Jessie J)를 꺾었다. 이어 'I Don't Care(我管你)'을 부르고 1등을 하여 제시제이를 뒤이은 2번째 3관왕이 되었다.
- 자신의 팬을 '음악팬(歌迷)' 혹은 '화성인(火星人)' 라 칭한다. 화천위(화신우)의 팬은 보통 '화성인(火星人)' 또는 'ET'라고 불리며, 기타로는 '훠훠(火火)' 등이 있다. 그림에서 화천위의 팬으로 표현되는 캐릭터 이름은 '黑煤球(헤이메이치요)'으로, 정수리에 작은 꽃을 달고 있고 머리가 둥근 검은 생명체다.
- 응원색은 빨간색(紅色)이다.
- 개인 콘서트에서 처음 하는 말은 "집에 돌아오신 것을 환영합니다(歡迎回家)"이다.
- 별명에는 '따거(大哥)', '대마왕(大魔王)' 등이 있다.
- 좋아하지 않는 음식은 돼지피케이크(豬血糕)이다.
- 반려묘의 이름은 'perper(펄펄)'이고, 검은색이며, 종은 데본렉스다.
- 'Marsper(마스펄)'은 예술가 한메이린(漢美林)과 콜라보한 작품이다.
- 항우울ㅡ우울증을 예방하거나 완화함ㅡ을 위한 곡 '好想爱这个世界啊(호상애저개세계아: 이 세상을 사랑하고 싶어,화천위 작곡) '를 2019년 화성 콘서트에서 삼부곡(三部曲) 중 하나로서 발표하였고, 음원은 2019년 12월 4일에 공개되었다.
- 환자의 쾌유를 비는 곡 '你要相信这不是最后一天(이요상신저불시최후일천:오늘이 마지막 날이 아니라는 걸 믿어야 해, 화천위 작곡)를 2020년 2월 21일 방송 '가수(歌手2020)'에서 처음 공개하고, 2월 25일 정식 발행했다.
- 2020년, 잡지 'GQ(智族GQ)'는 12월호 올해의 인물 특집에서 화천위를 '올해의 가수(2020年度歌手)'로 발표했다.
- 화천위의 본명 华晨宇에서 성씨 '华[hua]'는 중국어상 본래 4성이나, 화천위는 자기소개를 할 때 2성으로 발음한다.
- 별자리는 물병자리, 혈액형은 B형이다.
- 2015년, 밸런타인 데이를 西施节'라고 칭했다. "祝大家情人节快乐(해피 밸런타인 데이)！"를 "祝大家西施节快乐！"라고도 한다.
- 매년 2월 7일 생일포스팅은 항상 동일한 의상과 포즈로 올린다.
- 2021년 1월 22일, 웨이보(개인)를 통해 张碧晨(장비천/장벽신)과 아이(딸)이 있다는 것을 인정했다.  두 사람은 미혼인 관계에서 공동 육아를 하며 아이의 성장 과정을 함께 참여하고 있다고 밝혔다. 화천위공식입장'

장벽신공식입장'